# Codex Suprasliensis

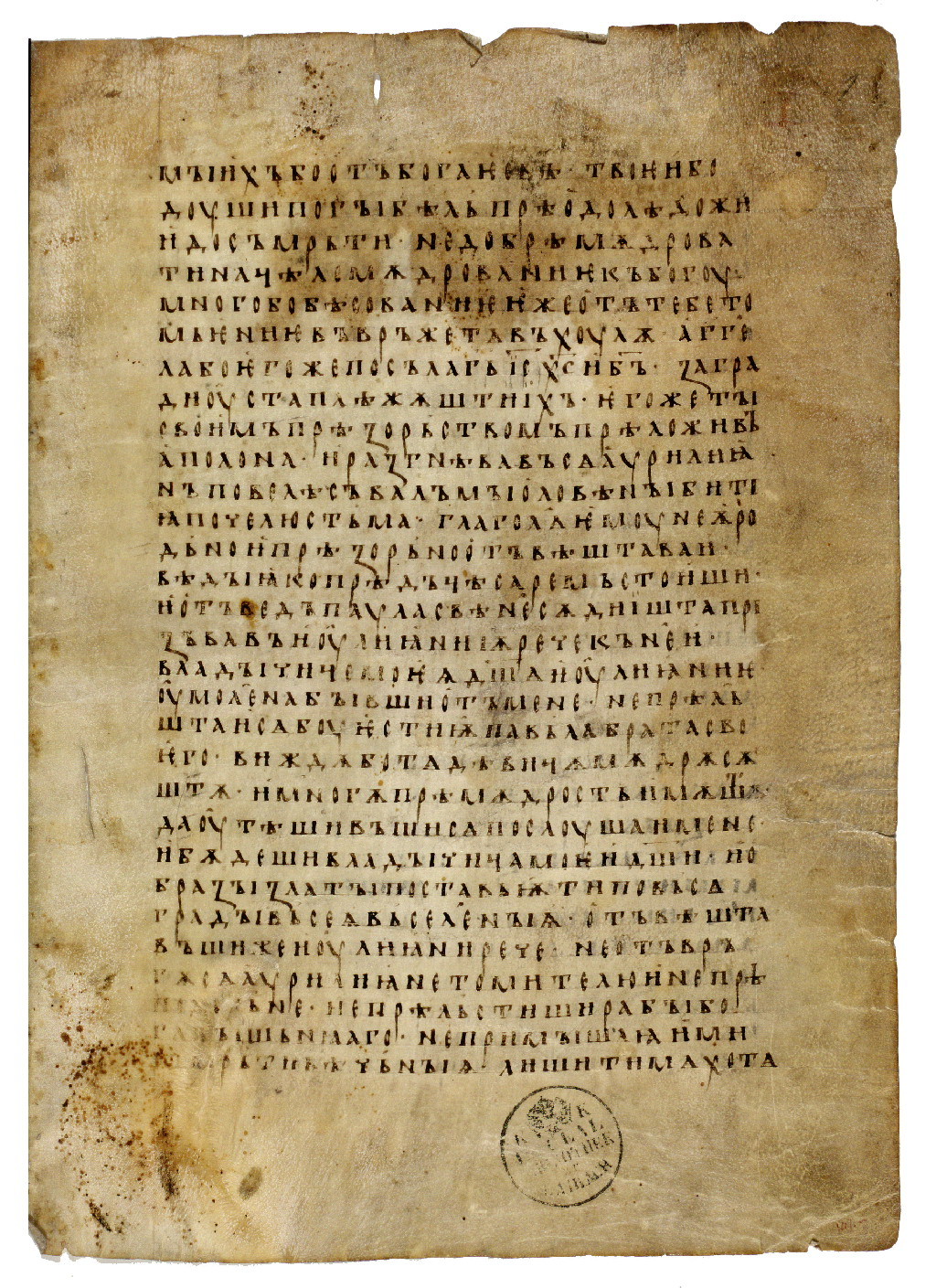
Codex Suprasliensis

Der Codex Suprasliensis ist eine Handschrift in altkirchenslawischer Sprache in kyrillischer Schrift. Sie stammt wahrscheinlich aus dem frühen 11. Jahrhundert aus dem nordöstlichen Bulgarischen Reich (Schule von Preslaw).
Sie enthält den unvollständigen Text eines Menäons für den Monat März mit 24 Heiligenleben, 23 Homilien und einem Gebet, von denen die meisten von Johannes Chrysostomos verfasst sein sollen. 
Der Codex besteht aus 285 Pergamentblättern im Format 33 × 25 cm und ist die umfangreichste erhaltene Handschrift in altkirchenslawischer Sprache.
Der Codex Suprasliensis gehört seit 2007 zum Weltdokumentenerbe der UNESCO für Polen, Slowenien und Russland. 
1823 wurde die Handschrift im Kloster der Heiligen Jungfrau Maria in Supraśl im Russischen Kaiserreich vom Slawisten Michał Bobrowski gefunden.
Heute befinden sich 151 Blätter in der Polnischen Nationalbibliothek in Warschau Signatur BN BOZ 201, 118 Blätter in der Slowenischen National- und Universitätsbibliothek in Ljubljana, Signatur Cod. Kop. 2, und 16 Blätter in der Russischen Nationalbibliothek in St. Petersburg, Signatur Q perg. I. 72.